# Eduardo Bilemjian
Eduardo Bilemjian (nascido Yervant Bilemjian em Ayntab, Império Otomano em 15 de setembro de 1907 - Goiânia, Brasil em 23 de Janeiro de 1991) foi o primeiro fotógrafo de Goiânia.

## Biografia
Nasceu em Ayntab no então Império Otomano (atual Gaziantep, Turquia) em 15 de setembro de 1907. A família fugiu para Aleppo, Síria durante o Genocídio Armênio, eventualmente mudando-se para Baalbek no Líbano, onde aprendeu fotografia em um ateliê aos quinze anos de idade. Em 1926 mudou-se para o Brasil, chegando no Porto de Santos e se estabelecendo na cidade de São Paulo, onde trabalhou como auxiliar de fotógrafo tendo depois montado seu próprio estúdio, o Foto Paris, na avenida São João. Em 1935 se mudou com sua família para Goiânia, a nova capital do estado de Goiás que acabara de ser fundada.

### Ida para Goiânia
Em 1935, um cartaz na Estação da Luz chamou sua atenção, anunciando a construção de Goiânia, a nova capital do estado de Goiás, contendo o desenho do traçado urbanístico da cidade e anúncios para a venda de lotes. Com o sonho de viver em uma cidade de futuro, Bilemjian vendeu tudo o que tinha em São Paulo para custear sua viagem de mudança para Goiânia. Na ocasião, com esposa e duas filhas, partiu de São Paulo para Campinas (GO), que era a cidade de apoio mais próxima de onde seria instalada a nova capital.
Na ocasião não pretendia continuar como fotógrafo, mas as oportunidades de trabalho na nova capital eram raras, o que o levou a adquirir uma nova câmera fotográfica e aceitar alguns trabalhos sob encomenda até montar o Goiânia Foto, na Avenida 24 de Outubro em Campinas.
Eduardo Bilemjian faleceu na madrugada de 23 de janeiro de 1991, em sua residência na Avenida Araguaia na cidade de Goiânia aos 83 anos.

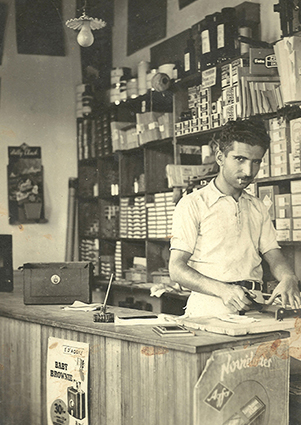
Eduardo Bilemjian no balcão da loja Goiânia Foto na Av. 24 de Outubro em Campinas

## Obra
Eduardo Bilemjian foi o primeiro fotógrafo de Goiânia, tendo feito registros históricos da construção e de edifícios da Cidade, de festas e eventos públicos e particulares e dos acontecimentos cotidianos da nova Capital. Em uma época em que o comércio ainda se fazia pequeno e eram poucos os recursos fotográficos as fotos "EB" estão marcadas na história da nova Capital.
Entre suas principais fotografias históricas, muitas são ligadas à política regional e serviços prestados para o, como a foto oficial da assinatura de transferência da capital, a foto do primeiro decreto assinado em Goiânia, as fotos da visita do Presidente Getúlio Vargas à Capital, em 1940 e as fotos do interventor Pedro Ludovico para a criação de sua estátua à entrada do Palácio das Esmeraldas, sede do Governo do Estado de Goiás, em Goiânia e posteriores fotos da inauguração da estátua, outras têm um caráter mais histórico Arquitetônico, tais como as fotos de construção de edifícios públicos e privados da cidade, a execução das ruas e principais avenidas e a instalação de infra estrutura e ainda imagens que retratavam as festividades e o dia a dia da nova capital, como o movimento de pedestres e veículos nas ruas, o primeiro carnaval da cidade, o primeiro casamento realizado no Palácio das Esmeraldas, dentre outros registros.
Sua obra constitui um grande exemplo de criatividade, arte e habilidade técnica fotográfica, haja vista o cartão de boas festas que produziu em 1939 para a nova capital, empregando a fotomontagem manual.
Percebendo a importância da fotografia como registro histórico, Bilemjian procurou Pedro Ludovico, interventor do Estado de Goiás, e solicitou um financiamento para elaboração de um álbum fotográfico da construção de Goiânia, nomeado como vistas da cidade, porém o pedido foi recusado. Ainda assim entre 1935 e 1940 produziu registros fotográficos valiosos: as primeiras construções, edifícios surgindo no meio do nada e as avenidas desertas, sendo que parte destes registros foram utilizados para seu projeto de "Vistas da Cidade", tendo sido divididos em "Vistas de Goiânia" e "Vistas de Campinas".
Suas fotos da cidade emergente permanecem como testemunha de seu sonho, acalentado desde a saída de São Paulo que era o de viver num “lugar de futuro”, e que ficaram para a história como o registro do surgimento de Goiânia.